# Списък на второстепенни герои от Света на диска
Тази статия е за поредицата „Светът на диска“ на британския писател Тери Пратчет. Тя описва второстепенни герои в книги от поредицата, които нямат отделни статии.

## Злия страшен Хари
Злодеят-противник и антитеза на Коен Варваринът – старомоден образ от героичната фантастика, обиден от това как се променя Светът на диска. За него е въпрос на гордост да бъде Лорд на Мрака (ако и дребен), и положителните герои не му се сърдят. В края на краищата, той винаги ги оставя да победят, а те на свой ред винаги го оставят да избяга накрая. Такъв е Кодексът на Героите.
Причината Злия страшен Хари да е недоволен от света е, че му е все по-трудно да върши работата си. Пълно е с далеч по-зли злодеи, които на всичкото отгоре се мъчат да минат за добри. Похабил е неописуеми усилия, за да събере подходяща за Злия Господар дружина. И за какво? Единствено за да бъде избита от добрите.

### Дружината на Злия страшен Хари
Представлява група възможно най-типични злодеи, съгласно медийните им прототипи:
- Касапина – тъмничарят на Лошите, грамаден и гнусен дебелак. Злия страшен Хари се гордее до немай-къде с него като откритие. Уви, не е достатъчно садистичен, но е тъп и доверчив, обожава да заспива на дежурство, и няма нищо против да носи ключовете си на халка, която лесно се откача от колана – все неща, без които злодеят-тъмничар просто не може.
- Туй съм аз – тролът-човекоядец. (Всъщност не е известно да е изял някого.) Окичен подходящо с нанизи от човешки черепи, но Хари не го харесва достатъчно. Проклета работа е напоследък да си Лорд на Мрака – даже трол не можеш да си намериш достатъчно глупав!
- Подмишницата – джуджето-мъчител (също не е известно да е бутнал с пръст някого). Или поне голям мераклия да се прослави. Само дето на него името „Armpit“ може да му напомня за яма за мъчения, ама за околните си означава... подмишница.
- Слуз – не по-малко необходимият човекогущер. Как така ще има лоши без слузест и гаден човекогущер, дето може да казва само „норк, норк“? Хари се гордее с него не по-малко, отколкото с Касапина.
- Слуз – още един човекогущер. (Лошите по дефиниция са глупави, така че Злия страшен Хари е кръстил и двамата човекогущери с едно име, за да бъдат запомняни по-лесно.)
- Гак – задължителният злодей-скелет. Уви, Хари не е могъл да намери истински жив скелет, и му се е наложило да се задоволи със зомби без кой знае колко останала плът по костите (включително и без език). Но, както го окуражава Коен Варваринът, не е важно да можеш да говориш – важното е да играеш ролята си от сърце.

Злия страшен Хари и дружината му се появяват се в „Последният герой“, където се присъединяват към похода на Сребърната орда. срещу боговете. Естествено, при първа възможност нападат Сребърната орда, и също така естествено, биват победени и Хари е единственият оцелял. (Какво да се прави – Кодекс.) Накрая Хари предава Сребърната орда на боговете, защото всъщност това му е работата. Иначе ще си загуби реномето. Коен Варваринът, естествено, не му се сърди. (Какво да се прави – Кодекс.)

## Конина
Единствената описана в книгите за Светът на диска дъщеря на Коен Варваринът. Официално е танцьорка в храм. Неофициално мечтае да стане фризьорка, но пред това има един дребен проблем: инстинктите ѝ мигновено превръщат всеки остър, тъп или какъвто и да е друг предмет, попаднал в ръцете ѝ, в смъртоносно оръжие. Наследила е от майка си фигура на танцьорка, кожа със златист оттенък, светлоруса коса и глас, който кара „Добър ден“ да звучи като покана за страстна нощ. От баща си – сухожилия, с които можеш да закотвиш кораб, мускули като стомана, и споменатите инстинкти. (Приятна страстна нощ, ако гласът ѝ ви е прозвучал като покана!)
Появява се в „Магизточник“.
За последен път е забелязана в любовна връзка с Найджъл Разрушителя.

## Рози Палм
Рози Палм се появява във повечето книги за Стражата в поддържаща роля, като Мадам на гилдията на шивачките. Най-голяма е ролята ѝ в „Нощна стража“ – там тя е представена като все още младата шивачка (жрица на спазарената нежност) Рози – страстна революционерка. Действията около бунта се развиват тридесет години преди раждането на сина на Сам Ваймс, командира на стражата. Предвид, че Рози е на приблизително една възраст с Ваймс, следва да предположим, че тя е между 16 и 20 годишна, по време на бунта. Според Ваймс тя има „характерна брадичка, с която човек може да стигне далеч“ и „отдалеч, си личи, че е шивачка – по дрехите, по позата, по всичко – но е от по интелигентите шивачки“. Рози организира мащабна шпионска мрежа, подчинена на Роберта Месерол, надявайки се на успех в бунта. Именно Рози открива Джон Кийл/Сам Ваймс в алтернативната реалност и пак тя извършва поклонения на гроба му, където заедно със своите момичета оставя цветя и твърдо сварено яйце. Рози се бори за гилдия на шивачките, надявайки се, че когато лорд Щракникуфар дойде на власт, той ще организира такава. Уви, като повечето бунтовници, тя ще остане излъгана от новия патриций. Шиваческата гилдия и отмяната на полицейският час стават реалност едва с идването на Ветинари на власт.
За първи път се запознаваме с Рози в „Стражите! Стражите!“, когато Керът се появява в града. Именно тя става първоначално хазайка на Керът, след като той спасява едно от нейните момичета от обир, а може би – и от посегателство. (По това време той е все още доста простодушен и не проумява доста неща. Според първоначалното определение на Керът, г-жа Палм е „вдовица с толкова много хубави дъщери“)
В „Глинени крака“ е пуснат анонимен донос до Съвета на гилдиите, че Ваймс не се справя със задачата да опази Патриция, алкохолизирал се е, проявява некадърност. Ваймс обаче успява да погоди номер на гилдиите. Рози признава, че е била подведена. и след този случай променя отношението си към Ваймс и Стражата – то става доброжелателно. Впрочем именно в „Глинени крака“ Рози участва в заговора да бъде издигнат Ноби Нобс за марионетен крал, но тя прави това не от зложелателност към Ветинари. Дори напротив – тя е една от малкото членове на гилдиите, които се изказват положително за Ветинари. По-скоро усеща слабостта му и търси начин да се подсигури. Рози Палм признава, че в резултат на действията на Ветинари, за жриците на спазарената нежност вече е „много по-безопасно да се ходи по улиците“ Пак в тази книга тя представя себе си „само за една слаба жена“, като това определение е в противоречие с интимният опит на много от мъжете, които я познават и всъщност е по-скоро пародийно представяне. В действителност тя е силен характер и излъчва интелект, и решителност.
В „Шовинист“, Рози не е спомената поименно, но водачите на гилдиите устройват съд над Ветинари, че е продал на Клач, територията на Анхк-морпорк. Подразбира се, че и тя участва. Впрочем Ветинари е оправдан, поради липса на доказателства.
В „Истината“ гилдиите поставят въпроса за пенсионирането на Ветинари от поста Патриций на Анхк морпорк, но Рози Палм и кралица Моли гласуват против отстраняването му от поста. Така с гласовете на жриците на нежната любов и на просяците Ветинари остава патриций. Вестникарят Улиям дьо Слов с учудване забелязва този факт и решава, че Хавлок Ветинари е имал интересен живот на младини.
В „Последният герой“ Рози Палм участва в обсъждането, как да бъде спрян Коен Варварина и неговата Сребърна орда. Предвид, че могат да бъдат изпратени само трима души, а единият на всяка цена трябва да е Леонардо да Куирм, тя предлага вторият да е жена, но Ветинари я отрязва, че Сребърната орда ценят жените, но изглежда не се вслушват в тях.

## Хари Кинг/Хари Краля
– Цялата титла на Хари е „Хари, Краля на говняната река/на пикнята (Хари Пикнята)“. Хари е крал на боклука, той преработва отпадъците на сметището от което печели луди пари, но смърди ужасно, а кожата му е станала жълта от пикнята, която преработва. За него се знае, че „трябва да смени два пъти водата във ваната, докато остане просто мръсен.“. Женен е за съпругата си Ефи, по прякор Херцогинята, която обожава и заради нея се старае да намали вонята си, както и да попадне в отбраното общество. Хари е безумно богат, но снобовете го отбягват, защото парите му са мръсни (в буквалния смисъл на думата) и това го дразни. Краля уважава хората, които се борят за насъщния. Хари започва да се рови в тинята от тригодишен. Намира своята кална купчина в която има злато, но му я отмъкват. Продължава да се бори с упоритост и на осем години вече наема други хора, които да работят за него. Хари се появява за пръв път в „Истината!“ С негова материална помощ (Хари на практитка подарява хартия в критичен момент) младият Уилям дьо Слов успява да спаси своя вестник. В замяна вестникът на младия дьо Слов отразява сватбата на дъщерята на Хари – Хермиона, във висшето общество включително и с цветни снимки. Краля презира гилдиите, защото те са му казали, че мястото е сред просяците, а той през живота си не е молил никого, а се е борил в живота. Фактически сам по себе си той е гилдия – макар и необявена. Хари обича да се прави на страшен, но това е само маска, която той си налага.
Хари е чест герой и в книгите за Мокр. Така например в „Опаричване“ банката на която Мокр е управител (Кралската банка) е пред фалит, когато внезапно идва Хари и внася маса пари в нея. Естествено всички последват неговия пример и банката е спасена. Постепенно той получава титлата „сър“, което го кара много да се гордее, още повече че жена му – Херцогинята – официално става дама във висшето общество.
В Последната книга за Мокр – „Под пара“ – Хари Краля става инвеститор на железницата. От дребен мафиот, той се издига до едър строителен предприемач и обществен магнат, а след себе си оставя като наследство железницата. В процеса на инвестиране Хари доверява на Мокр, че „По-голямата-част от живота ми е лайняна работа...пък и пикнята ми е първа дружка... Ама това е просто хамалогия, не е е като да създаваш нещо....Е, аз естествено ще си поддържам бизнеса с гюбрето, то ми е насъщният хляб...ама присърце ми е желязото. Виж само каква красота, а? разните му маргаритки също са хубави, ама виж само блясъка на стоманата, потта на мъжете, бъдещето, дето се кове. Даже шлаката си е красива посвоему!“ В книгата Хари мафиота постепенно изчезва и е заместен от Хари предприемача. В процеса на създаване на железницата виждаме един друг Хари, с човешко лице – той се терзае дали влака няма случайно да прегази някое дете и дава пари за обезопасяване на пероните и на влака. Неговата племенница – адвокатката Емили – се жени за конструктора на железницата Чеп Щолен. Въпреки че виждаме човешкото в Хари той показва и своята практичност – така парите остават в семейството, пък и Щолен е известен момък. Практичният ум на Хари се съчетава с неговата романтика – когато във влака е създаден клозет, Хари създава цистерна под влака. Там се събира гюбрето, което после се преработва и така той успява да съчетае двата си вида бизнес – клозетния и строителния. Пак в тази книга някои от по-невъзприемчивите земемери трябва да бъдат „убедени“ да продадат земята си. Хари събира бандата си от рекетьори и прилага методи на „убеждение“. Той и момчетата му много се гордеят, че този път са били от страната на закона, при това са се повеселили, а същевременно не се е стигнало до убийства и кръвопролития. Накрая Хари долу получава титла „барон“ и „лорд Кинг Жепейски“ пред цялото общество на Анхк Морпорк,. Също така съпругата му става официално лейди, а Чеп Щолен – става „сър“, грамота за „майстор инженер“ и се жени за Емили, племенницата на Хари. Така Хари се превръща в национална гордост. Интересно е, че в „История на акото“, неговият образ се надгражда и той се сдобива със собствен герб – водоливник във формата на чучур.
Хари се появява и в „Смрък“. там разбираме, че за Хари Краля работят стотина гоблина. Хари им плаща по-малко отколкото на всеки друг – тролове, джуджета и пр. – но поне им плаща и им осигурява жилище. Именно чрез неговото съдействие Стражата разплита сложна ситуация и става ясно колко експлоатирано е гоблинското общество
Хари Краля, лорд Кинг Жепейски, барон на Аннхк-Морпорк (лорд на Анхк Морпорк, строителен предприемач и индустриален магнат; мафиот, шеф на канализацията, кенефите и боклучения бизнес) – семейство:
съпруга – Ефи/Херцогинята,–(вече официално лейди)
дъщеря – Хермиона, най малка дъщеря
поне още две неизвестни дъщери.
дъщеричка от най-голямата дъщеря
племенница – Емили (адвокат, съпруга на Чеп Щолен)
зет – сър Чеп Щолен, майстор-инженер

## ССПГ  Диблър. ("Гърлото")
Мошеник и дребен предприемач. Всъщност той не се казва ССПГ. това е прякор - "Сам си прерязвам гърлото" Наденичките които ССПГ Диблър продава са прочути с това, че са твърде органични. Всеки който Диблър излъже да ги опита се чуди дали да ги преглътне или изплюе. Всъщност именно оттук се ражда прякора на Диблър "Вкусни наденички.Сам си прерязвам гърлото".Диблър винаги се захваща с нещо голямо и се проваля на крачка от успеха. Така например в "Живи образи" той става продуцент на нямото кино, печели страшно много пари, но се проваля, защото амбициран да направи невиждан филм наема хиляда слона, а малко по-късно губи парите си и не успява да се разплати. В "Музика на душата пък" става импресарио на начинаещи рок-звезди. Успява да събере крупна сума, но в последния момент музикантите бягат, умират, а парите се разпиляват. Той не успява да заплати на собственика на музикалното студио - трола Хризопраз
В "Нощна стража", става ясно че Диблър е един от първите ятаци на  бунта. Той използва наденичките за да разпространява нелегални позиви.